# Gruppo Sportivo BPD Colleferro 1954-1955
Questa pagina raccoglie i dati riguardanti la Gruppo Sportivo B.P.D. Colleferro nelle competizioni ufficiali della stagione 1954-1955.

## Divise
| Prima divisa | Seconda divisa |

## Stagione
Nella stagione 1954-1955 il Colleferro cambia la sua ragione sociale in Gruppo Sportivo BPD Colleferro ed in panchina arriva Guido Masetti, i rossoneri disputano il loro secondo campionato di IV Serie e classificandosi primi conquistano la loro terza promozione in Serie C vincendo inoltre lo Scudetto Dilettanti.
Il campionato vede sempre i rossoneri in vetta, chiudendo il campionato a + 8 punti dalla seconda (la Torres).
Dopo la fine del campionato per le 8 squadre vincitrici del proprio girone inizia una lunga fila di spareggi; il Colleferro capita con il Siena. L'andata è in favore dei bianconeri, ma il Colleferro riesce a vincere 2-1, e al ritorno basta il pareggio (1-1) per andare alle semifinali.
In semifinale arriva il Molfetta, sta volta il Colleferro gioca la partita d'andata in casa vincendo 3-0 e il ritorno, come contro il Siena, termina 1-1.
In finale arriva il Mestrina, per assegnare il vincitore della finale (allo Stadio Flaminio) non bastano 2 finali, infatti, alla prima finale il risultato (d.t.s) termina 4-4, e la seconda finale (di nuovo d.t.s) termina di nuovo con un pareggio, sta volta 1-1, e così si decide di far scegliere alla sorte chi sarà il vincitore, infatti il Colleferro vince la finale grazie al lancio della moneta.

## Risultati

### IV Serie

#### Girone di andata
| Arbitro: | Iadanza (Benevento) |

|            |           |  |
| Remino 57’ | Marcatori |  |

| Arbitro: | Samorè (Ravenna) |

|                             |           |            |
| Scamos 35’ Varutto 79’, 83’ | Marcatori | 64’ Larena |

| Arbitro: | Santese (Taranto) |

|                                         |           |                  |
| Caslini 25’, 55’, 83’ Giannone 68’, 87’ | Marcatori | 13’ (aut.) Pucci |

| Arbitro: | Angelini (Lugo) |

|             |           |             |
| Cattaneo 6’ | Marcatori | 60’ Varutto |

| Arbitro: | Mascaretti (Pescara) |

|  |           |              |
|  | Marcatori | 64’ Giannone |

| Arbitro: | Gazzano (Genova) |

|             |           |  |
| Varutto 66’ | Marcatori |  |

| Arbitro: | Campagna (Palermo) |

|              |           |                              |
| D'angelo 89’ | Marcatori | 57’ Scamos 70’ (aut.) Natali |

| Arbitro: | Babini (Ravenna) |

|                          |           |               |
| Chiaretti 25’ Prenna 34’ | Marcatori | 14’ Guzzinati |

| Arbitro: | Verté (Verona) |

|            |           |  |
| Scamos 73’ | Marcatori |  |

| Arbitro: | Casato (Bari) |

|  |           |                                   |
|  | Marcatori | 18’, 69’ Caslini 30’, 71’ Varutto |

| Foligno 5 dicembre 1954 | Foligno | 0 – 2 | BPD Colleferro |  |

| Arbitro: | Piscopo (Napoli) |

|                                     |           |               |
| Scamos 49’ Chiaretti 66’ Natali 70’ | Marcatori | 68’ Simonetti |

| Arbitro: | Samorè (Ravenna) |

|                        |           |            |
| Milla 10’ Cascelli 37’ | Marcatori | 6’ Varutto |

| Arbitro: | Babini (Ravenna) |

|                           |           |  |
| Chiaretti 12’ Varutto 46’ | Marcatori |  |

| Arbitro: | Zaza (Molfetta) |

|            |           |             |
| Natali 64’ | Marcatori | 90’ Fortuna |

| Arbitro: | Mascaretti (Pescara) |

|               |           |                       |
| Colantoni 12’ | Marcatori | 63’ Natali 71’ Prenna |

| Arbitro: | Ausano (Napoli) |

|            |           |  |
| Prenna 29’ | Marcatori |  |

#### Girone di ritorno
| Arbitro: | Roversi (Bologna) |

|                                                       |           |             |
| Natali 1’ Caslini 14’ Prenna 25’, 40’, 47’ Scamos 81’ | Marcatori | 25’ Capacci |

| Roma 29 gennaio 1955 | Romulea | 3 – 3 | BPD Colleferro |  |

| Arbitro: | Piscopo (Napoli) |

|             |           |                       |
| Mucucci 10’ | Marcatori | 34’ Natali 58’ Prenna |

| Arbitro: | Monno (Bari) |

|                                             |           |  |
| Caslini 8’, 39’ Prenna 14’ (84) Varutto 35’ | Marcatori |  |

| Arbitro: | Casato (Bari) |

|                                   |           |                         |
| Prenna 13’ Natali 25’ Caslini 84’ | Marcatori | 49’ (rig.) Serradimigni |

| Arbitro: | Vanni (Pisa) |

|              |           |  |
| Santelli 45’ | Marcatori |  |

| Arbitro: | Mascaretti (Pescara) |

|                                                 |           |  |
| Natali 15’, 57’, 79’ Prenna 23’, 55’ Scamos 90’ | Marcatori |  |

| Arbitro: | Cione (Palermo) |

|            |           |                             |
| Peloso 69’ | Marcatori | 5’, 17’ Caslini 83’ Varutto |

| Arbitro: | Casato (Bari) |

|                    |           |           |
| Giacich 43’ (aut.) | Marcatori | 4’ Prenna |

| Arbitro: | Mangione (Agrigento) |

|            |           |  |
| Natali 79’ | Marcatori |  |

| Arbitro: | Sirignano (Nola) |

|  |           |                          |
|  | Marcatori | 33’ Brusadin 87’ Varutto |

| Roma 10 aprile 1955 | Sanlorenzoartiglio | 0 – 1 | BPD Colleferro |  |

| Arbitro: | Frisini (bari) |

|                                       |           |               |
| Caslini 2’ Natali 24’ Prenna 72’, 87’ | Marcatori | 16’ Serlupini |

| Arbitro: | Pastechi (Pisa) |

|               |           |  |
| Bianchini 83’ | Marcatori |  |

| Arbitro: | Maiorana (Messina) |

|  |           |             |
|  | Marcatori | 82’ Varutto |

| Arbitro: | Carlomagno (Campobasso) |

|             |           |              |
| Varutto 32’ | Marcatori | 18’ Imparato |

| Arbitro: | olivieri (Napoli) |

|                                            |           |                       |
| Galatolo 7’ Sabatini 20’ Tabani 80’ (aut.) | Marcatori | 12’ Guasco 86’ Scamos |

## Finali
Finali per la promozione in Serie C
- Andata

| Arbitro: | De Magistris (Torino) |

|               |           |                        |
| Cardinali 27’ | Marcatori | 18’ Varutto 64’ Prenna |

- Ritorno

| Arbitro: | Leita (Udine) |

|            |           |              |
| Natali 24’ | Marcatori | 15’ Giuliani |

### Finali Scudetto
Semifinali per l'assegnazione del titolo 1954-55:
- Andata

| Arbitro: | Carbonelli (Brescia) |

|                                    |           |  |
| Natali 40’ Giannone 51’ Prenna 67’ | Marcatori |  |

- Ritorno

| Arbitro: | Maiorana (Messina) |

|           |           |               |
| Milli 23’ | Marcatori | 89’ Chiaretti |

Finale
| Roma 18 giugno 1955 | BPD Colleferro | 4 – 4 (d.t.s.) | Mestrina | Stadio Flaminio |

- Ripetizione

| Arbitro: | Ascari (Carpi) |

|            |           |              |
| Guasco 65’ | Marcatori | 74’ Giacconi |

Verdetto:

Vince il B.P.D. Colleferro per sorteggio, ed è  Campione d'Italia di IV Serie 1954-55.

## Statistiche di squadra
| Competizione | Punti | In casa | In casa | In casa | In casa | In casa | In casa | In trasferta | In trasferta | In trasferta | In trasferta | In trasferta | In trasferta | Totale | Totale | Totale | Totale | Totale | Totale | DR  |
| Competizione | Punti | G       | V       | N       | P       | Gf      | Gs      | G            | V            | N            | P            | Gf           | Gs           | G      | V      | N      | P      | Gf     | Gs     | DR  |
| ------------ | ----- | ------- | ------- | ------- | ------- | ------- | ------- | ------------ | ------------ | ------------ | ------------ | ------------ | ------------ | ------ | ------ | ------ | ------ | ------ | ------ | --- |
| IV Serie     | 54    | 17      | 15      | 2       | 0       | 48      | 8       | 17           | 10           | 2            | 5            | 27           | 16           | 34     | 25     | 4      | 5      | 75     | 24     | +51 |

### Statistiche dei giocatori
| Giocatore    | IV Serie | IV Serie |
| Giocatore    | Presenze | Reti     |
| ------------ | -------- | -------- |
| F. Filippi   | 24       | -22      |
| R. Ricci     | 16       | 0        |
| M. Schiuma   | 23       | 0        |
| P. Biglino   | 24       | 0        |
| Consonni     | 2        | 0        |
| S. Brusadin  | 15       | 0        |
| G. Giannone  | 12       | 3        |
| M. Natali    | 22       | 8        |
| N. Scamos    | 19       | 8        |
| A. Caslini   | 19       | 11       |
| A. Prenna    | 18       | 12       |
| C. Garzia    | 17       | 0        |
| V. Varutto   | 22       | 10       |
| L. Standoli  | 13       | 0        |
| Siciliani    | 3        | 0        |
| M. Guasco    | 7        | 0        |
| A. Chiaretti | 5        | 3        |
| Fiume        | 1        | 0        |
| Fioretti     | 1        | 0        |
| Orsini       | 1        | 0        |
| Bartoli      | 1        | -2       |